# 출발 주말세상
《출발 주말세상 차미연입니다》는 MBC 표준FM에서 주말 아침 7시 10분부터 오전 9시까지 방송된 아침 정보 전문 라디오 프로그램이다. 2013년 9월 1일 자로 6개월만에 폐지되었다.

## DJ
- 차미연 아나운서 (여)

## 일부 지역 자체 방송
| 프로그램명.시간                             | 지역                        | 방송국           | 진행자 |
| ------------------------------------------- | --------------------------- | ---------------- | ------ |
| 경제패트롤 (토 아침 8:10 ~ 아침 8:30)       | 부산광역시                  | 부산문화방송     | 이한평 |
| 라디오 시민 세상 (토 아침 8:30 ~ 오전 9:00) | 부산광역시                  | 부산문화방송     | 오세자 |
| 지방시대 부산 (일 아침 8:10 ~ 오전 9:00)    | 부산광역시                  | 부산문화방송     | 이한평 |
| 시선집중 광주 (토 아침 7:10 ~ 아침 8:00)    | 광주광역시, 전라남도 중북부 | 광주문화방송     | 김기태 |
| 얼씨구 우리가락 (일 아침 7:10 ~ 아침 8:00)  | 광주광역시, 전라남도 중북부 | 광주문화방송     | 윤진철 |
| 시사토크 (토 아침 8:10 ~ 오전 9:00)         | 전라북도                    | 전주문화방송     | 손우기 |
| 좋은아침 (토 아침 8:10 ~ 오전 9:00)         | 경상남도                    | MBC경남 창원방송 | 김진철 |
| 열려라 라디오 (일 아침 8:10 ~ 오전 9:00)    | 경상남도                    | MBC경남 창원방송 |        |

## 같이 보기
관련 항목
- 아침 정보
- 신문

방송 프로그램
- 해피선데이 (KBS 예능본부 제작)
- 감성다큐 미지수 (KBS 2TV)
- 과학다큐 비욘드, 자이언트 펭TV (EBS 1TV)
- 히어로 써클 (EBS·스튜디오 티앤티 공동 제작)
- MBC 뉴스특보 (MBC 보도본부 제작)
- 실화탐사대 (MBC TV)
- SBS 뉴스특보, 그것이 알고싶다, 궁금한 이야기 Y, 신발 벗고 돌싱포맨, SBS 뉴스 이슈진단 (SBS TV)
- MBN 뉴스특보 (MBN)
- 이것은 실화다 (TV조선)
- 천일야사, 채널A 뉴스특보 (채널A)
- YTN 뉴스특보 (YTN)
- 연합뉴스TV 뉴스특보 (연합뉴스TV)
- 아르곤 (tvN)
- 진격의 언니들 (채널S)
- 정선희, 문천식의 지금은 라디오 시대, 손에 잡히는 경제, 두시만세, 배순탁의 B side, 문화야 놀자, 모두의 퀴즈생활 서유리입니다, 주말엔 나비인가봐, 마음연구소 (MBC 표준FM)
- 라디오 고해소 비밀번호 1053 (cpbc FM)